# ACDS
ACDS (Advanced Combat Direction System, рус. усовершенствованная система боевого управления) —  американская «боевая информационно-управляющая система для кораблей, не оснащённых системой Иджис». Является развитием БИУС NTDS. Система была разработана подразделением Combat Systems Engineering Facility компании Hughes в Сан-Диего, Калифорния (впоследствии, вошла в состав Raytheon), там же производилось электронное оборудование.
В будущем предполагается заменить ACDS новой открытой системой SSDS.

## Установки на кораблях
- Авианосцы типа «Нимиц»
- Универсальные десантные корабли типа «Уосп»
- Универсальные десантные корабли типа «Тарава»
- Авианосец CV-67 «Джон Ф. Кеннеди»

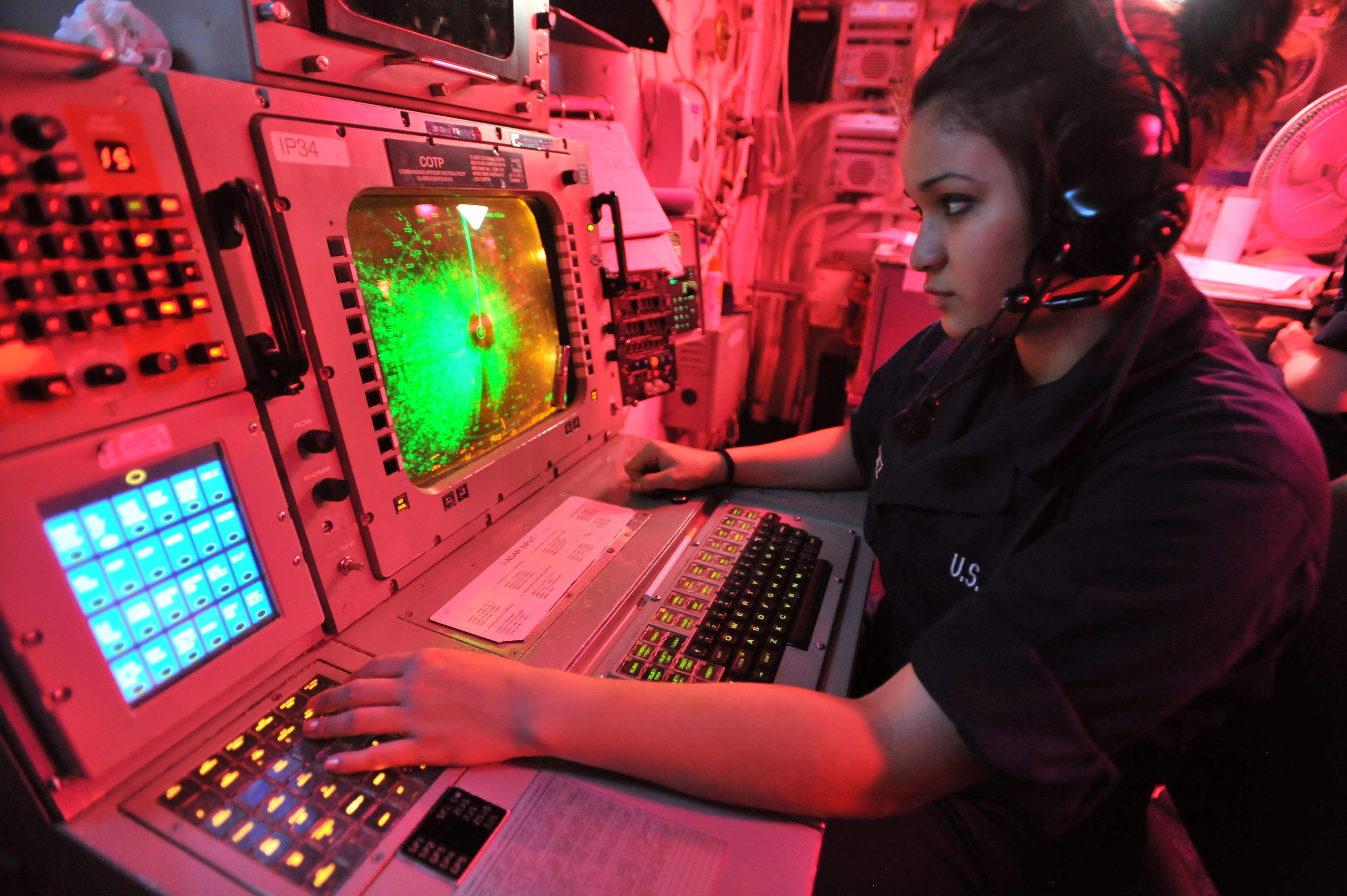
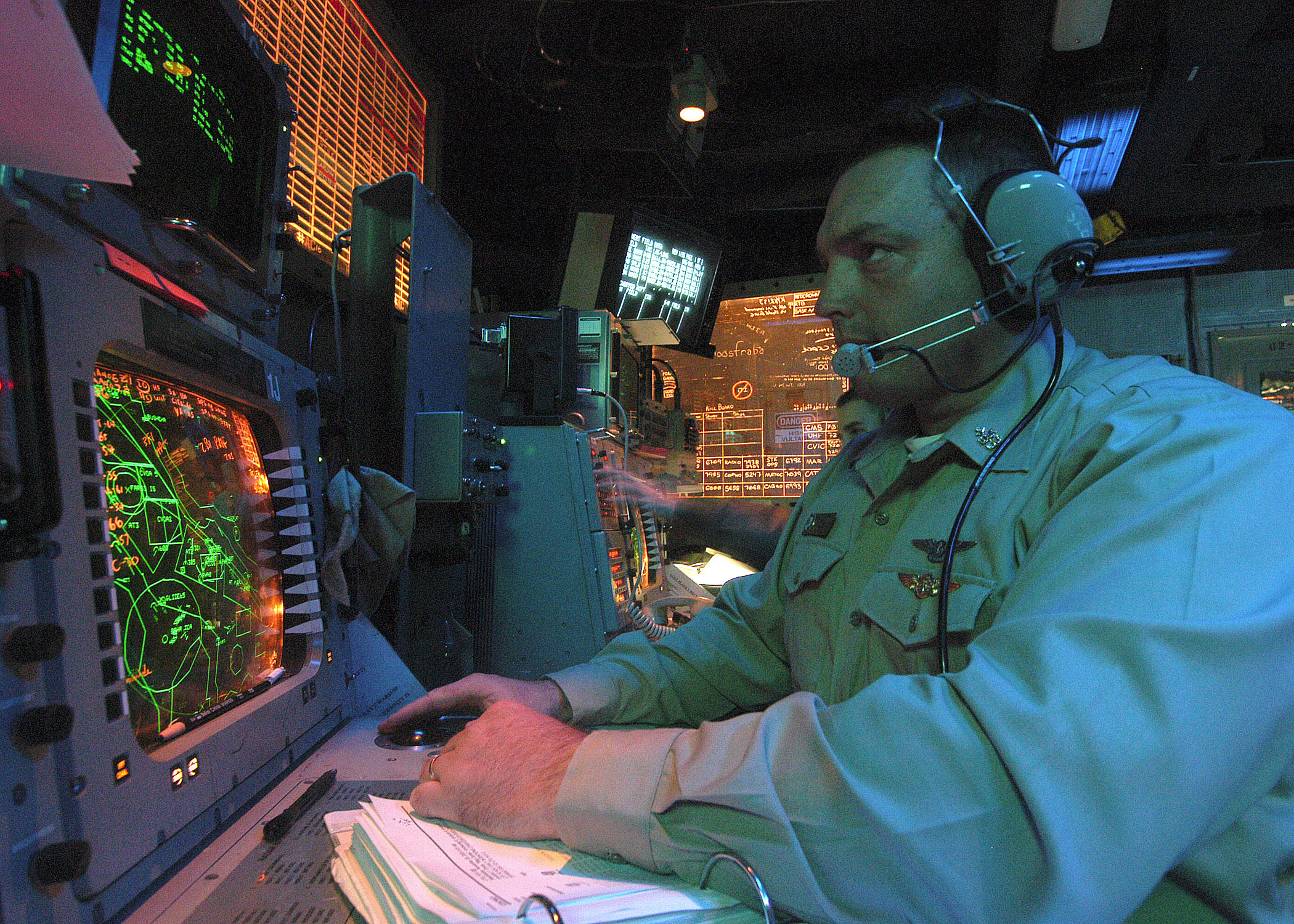
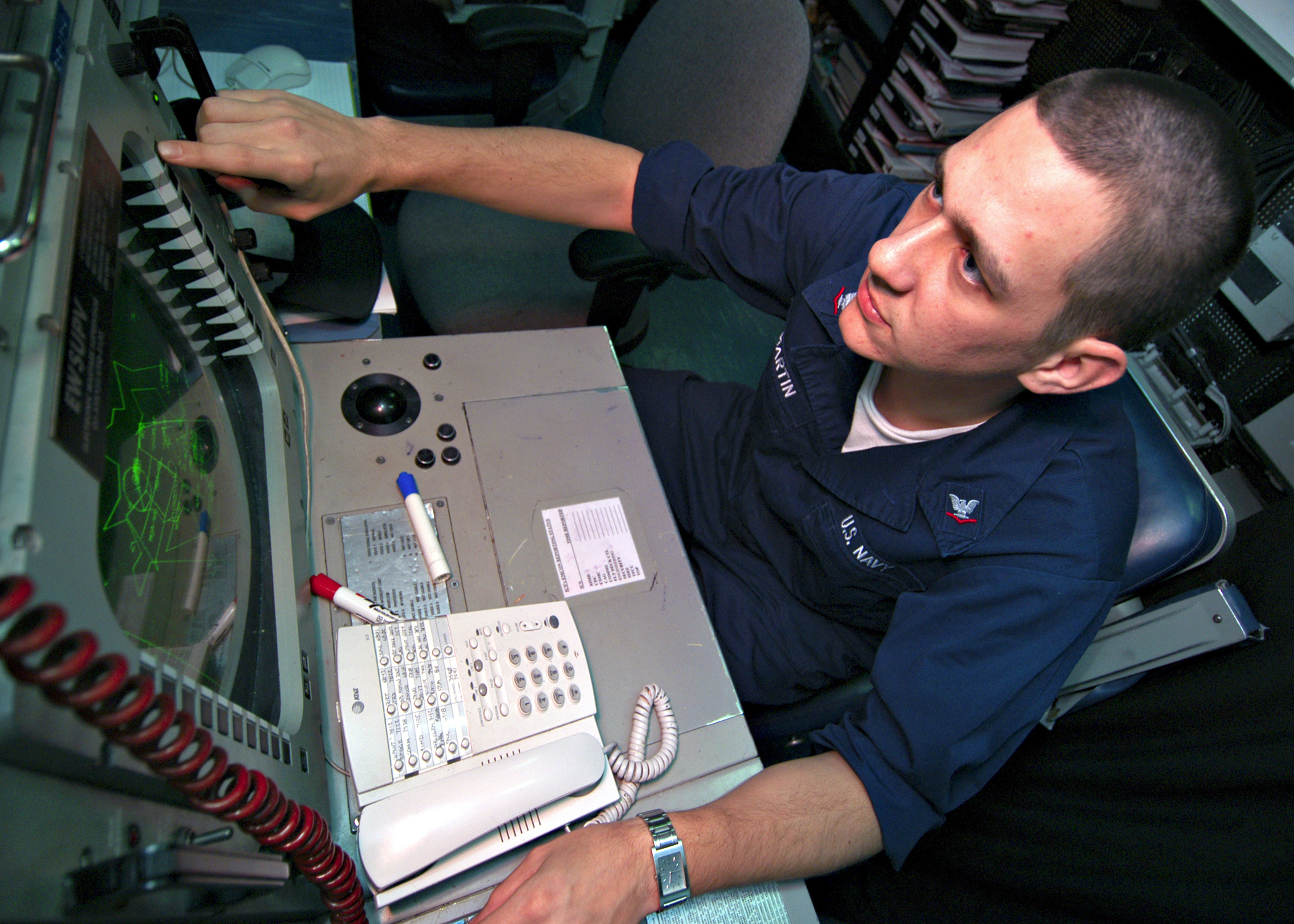
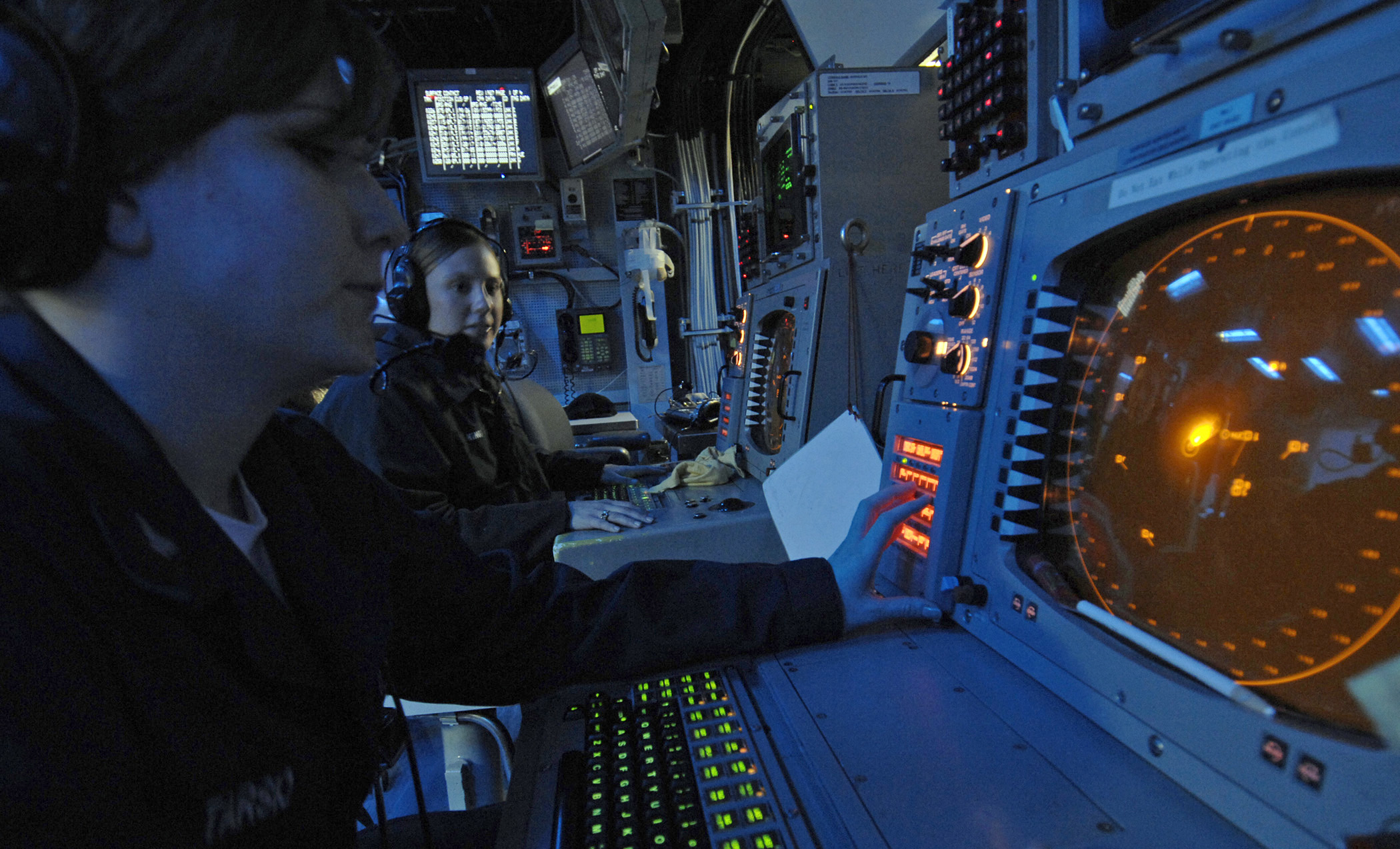
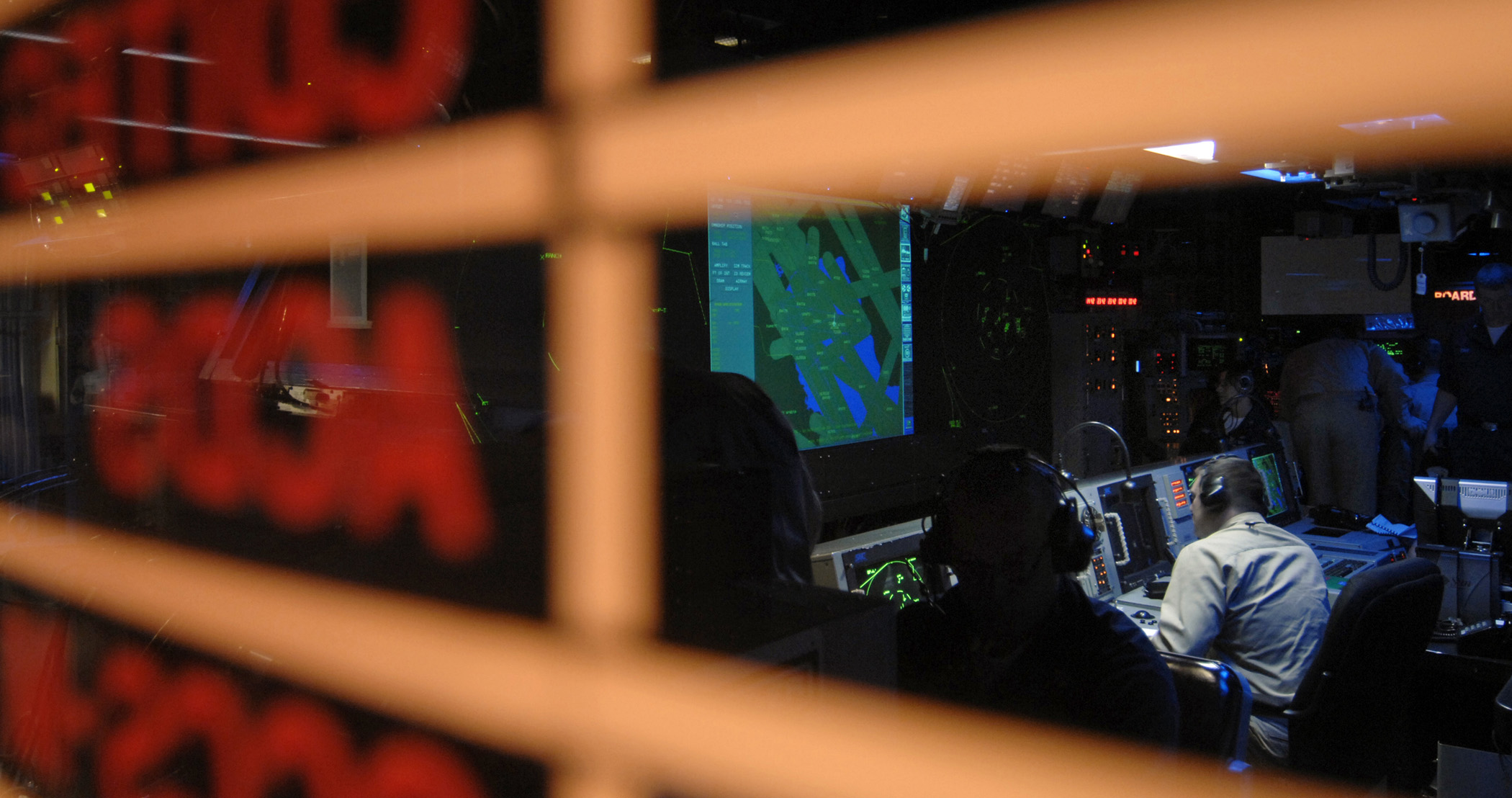